# 鹿港線 (糖鐵)
鹿港線是台糖鐵路從溪湖車站延伸出來的一條支線，起站位於溪湖車站，終站位於鹿港車站，溪湖車站可以轉成員林線、王功線/王功複線。
鹿港線是明治製糖株式會社曾經營運的路線之一，台灣光復後轉至台灣糖業鐵路營運，曾在1950年代間與前員林線稱為「溪湖線」，此路段於1950年代被納入南北平行預備線的分支路廊中。

## 路線
本路線從溪湖車站穿越員鹿路二段，並沿著東環路（中央公路）直行，並在東興路路口分岔為鹿港線和埔鹽線。向左岔的鹿港線繼續沿著東環路並斜行，在育才街交接口改往左上方巷弄，並穿越巷弄終點，再次進入另條巷弄，至彰水路四段鳳山巷交接口的頂寮車站，並繼續直行30公尺處分岔出洪堀寮線，右鹿港線繼續直行至瓦磘公園，瓦磘公園就是日治時期的瓦磘車站遺址，並存放於列車至此，並繼續直行至員林大排平面道路，並穿越河流，繼續直行，經外中街至侯義興家具工廠附近，經小小農田通道至番社排水幹線，並穿越至順泰氣動工具有限公司附近，並繼續沿著田間小路直行至（沿著粿店巷）KOK元成工業股份有限公司總部附近，繼續直行至路七段585巷33弄交叉口，繼續直行至橋頭第一排水，並穿越至彰鹿路，穿越民宅至福興穀倉附近，穿越福興路，來到了鹿港線的終點：鹿港車站。

## 車站一覽
鹿港線分成2條線：
1. 明治線：溪湖 - 北溪湖 - 頂寮 - 埔鹽 - 瓦磘 -  外中 - 番社（新厝） - 富景 - 鹿港
2. 新高線：鹿港 - 前厝 - 崎溝子 - 三塊厝 - 馬鳴山 - 下莿桐腳 - 莿桐腳 - 平和厝 - 西門口 - 彰化